# Pritchardomyia vespoides
Pritchardomyia vespoides är en tvåvingeart som först beskrevs av Jacques-Marie-Frangile Bigot 1878.  Pritchardomyia vespoides ingår i släktet Pritchardomyia och familjen rovflugor.
Artens utbredningsområde är Kalifornien. Inga underarter finns listade i Catalogue of Life.